# Championnat des Philippines de football 2012
Navigation
Édition précédente Édition suivante
La saison 2012 du Championnat des Philippines de football est la troisième édition du championnat de première division aux Philippines. Cette édition regroupe dix clubs au sein d'une poule unique, où ils s'affrontent à deux reprises. Tous les clubs participants sont basés dans la région de Manille, la capitale du pays. En fin de saison, le dernier du classement est relégué et remplacé par la meilleure formation de Division 2.
C'est le Global Football Club qui remporte la compétition cette saison après avoir terminé en tête du classement final, ne devançant le Kaya Cignal FC qu'à la différence de buts. C'est le tout premier titre de champion des Philippines de l'histoire du club, qui obtient son billet pour la Coupe du président de l'AFC 2013.

## Les clubs participants
- Global Football Club
- Pasargad FC - Promu de Division 2
- Loyola Meralco Sparks
- Philippine Army FC
- Kaya Cignal FC
- Stallion FC - Promu de Division 2
- Green Archers United
- Philippine Air Force FC
- Philippine Navy FC
- Manila Nomads - Promu de Division 2

## Compétition

### Classement
Le classement est établi sur le barème de points classique (victoire à 3 points, match nul à 1, défaite à 0). Pour départager les égalités, on tient d'abord compte de la différence de buts générale, puis du nombre de buts marqués, puis des confrontations directes.
| Rang | Équipe                   | Pts | J  | G  | N | P  | Bp | Bc | Diff |
| ---- | ------------------------ | --- | -- | -- | - | -- | -- | -- | ---- |
| 1    | Global Football Club     | 42  | 18 | 13 | 3 | 2  | 49 | 17 | +32  |
| 2    | Kaya Cignal FC           | 42  | 18 | 13 | 3 | 2  | 30 | 17 | +13  |
| 3    | Loyola Meralco Sparks    | 37  | 18 | 11 | 4 | 3  | 66 | 29 | +37  |
| 4    | Stallion FCP             | 29  | 18 | 8  | 5 | 5  | 37 | 20 | +17  |
| 5    | Philippine Air Force FCT | 25  | 18 | 7  | 4 | 7  | 31 | 35 | -4   |
| 6    | Pasargad FCP             | 24  | 18 | 7  | 3 | 8  | 30 | 31 | -1   |
| 7    | Manila NomadsP           | 19  | 18 | 4  | 7 | 7  | 27 | 38 | -11  |
| 8    | Green Archers United     | 14  | 18 | 3  | 5 | 10 | 30 | 34 | -4   |
| 9    | Philippine Army FC       | 13  | 18 | 3  | 4 | 11 | 23 | 48 | -25  |
| 10   | Philippine Navy FC       | 5   | 18 | 1  | 2 | 15 | 15 | 69 | -54  |

|  | Qualification pour la Coupe du président de l'AFC 2013 |
|  | Relégation en deuxième division                        |
|  | T : Tenant du titre P : Club promu de Division 2       |

### Résultats
| Résultats (▼dom., ►ext.) | GLO | GAU | KAY | LMS  | NOM | PSG | PAF | PA  | PN   | STA |
| Global Football Club     |     | 1-0 | 1-1 | 1-1  | 1-1 | 4-0 | 5-3 | 1-2 | 3-2  | 1-0 |
| Green Archers United     | 0-1 |     | 0-2 | 2-3  | 1-2 | 1-1 | 0-1 | 3-1 | 5-0  | 1-4 |
| Kaya Cignal FC           | 1-5 | 2-1 |     | 2-2  | 2-1 | 3-0 | 3-1 | 1-0 | 1-0  | 1-1 |
| Loyola Meralco Sparks    | 4-3 | 3-2 | 2-0 |      | 5-0 | 3-4 | 3-3 | 4-0 | 14-0 | 3-0 |
| Manila Nomads            | 1-5 | 1-1 | 1-3 | 2-2  |     | 0-1 | 0-3 | 1-1 | 1-0  | 2-2 |
| Pasargad FC              | 0-2 | 1-1 | 1-2 | 0-1  | 2-3 |     | 3-2 | 6-3 | 1-2  | 1-0 |
| Philippine Air Force FC  | 0-4 | 1-1 | 0-1 | 2-1  | 3-2 | 2-0 |     | 2-2 | 2-1  | 1-4 |
| Philippine Army FC       | 0-3 | 2-7 | 0-2 | 1-2  | 1-4 | 2-3 | 2-2 |     | 3-2  | 0-0 |
| Philippine Navy FC       | 0-5 | 2-2 | 1-2 | 1-10 | 1-1 | 0-6 | 1-2 | 2-3 |      | 0-6 |
| Stallion FC              | 1-3 | 5-2 | 0-1 | 4-1  | 2-2 | 0-0 | 2-1 | 3-0 | 2-0  |     |

## Bilan de la saison
| Championnat des Philippines de football 2012 |                                  |
| Champion                                     | Global Football Club (1er titre) |
| Qualifications continentales                 |                                  |
| Coupe du président de l'AFC 2013             | Global Football Club             |
| Promotions et relégations                    |                                  |
| Promus en Division 1                         | Pachanga Diliman FC              |
| Relégués en Division 2                       | Philippine Navy FC               |